# De Kat (geslacht)
De Kat is een Nederlands geslacht dat in Dordrecht een bankiershuis stichtte en bestuurders voortbracht.

## Geschiedenis
De oudst bekende voorvader is Otto Jansen de Kat die omstreeks 1635 werd geboren en tussen 1711 en 1714 overleed. Zijn achterkleinzoon Otto de Kat (1737-1829) was eerst beurtschipper op Dordrecht alvorens in 1796 in die laatste plaats een bankiershuis op te richten.
In 1977 werd het geslacht opgenomen in het genealogische naslagwerk Nederland's Patriciaat.

## Enkele telgen
Otto de Kat (1737-1829), beurtschipper, oprichter in 1796 van het bankiershuis Otto de Kat & Zn.
- Bastiaan de Kat (1771-1848), lid firma Otto de Kat & Zn., kassiers, lid raad van Dordrecht
- Herman de Kat, heer van Barendrecht en Carnisse (1784-1865), lid firma Otto de Kat & Zn., kassiers en commissionairs in effecten, mede-oprichter en lid firma De Kat & Van der Linden, kassiers en commissionairs te Dordrecht, kunstverzamelaar
  - Anna Suzanna Johanna de Kat (1816-1898); trouwde in 1837 met Jan Rudolph van der Linden (1809-1858), mede-oprichter en lid firma De Kat & Van der Linden, kassiers en commissionairs in effecten
  - Otto Boudewijn de Kat (1817-1863), lid firma Otto de Kat & Zn., lid gemeenteraad van Dordrecht
    - Herman Otto Willem de Kat, heer van Barendrecht en Carnisse (1840-1906), lid firma Otto de Kat & Zn., commissionairs in effecten, dijkgraaf van de Mijlpolder en hoogheemraad van de Zwijndrechtse Waard
      - Johannes de Kat, heer van Barendrecht en Carnisse (1867-1938), wijnhandelaar te Rotterdam; trouwde in 1912 met Thérèse Clotilde Revelard, vrouwe (1938-1963) van Barendrecht en Carnisse (1882-1973)
      - Hermina Johanna Maria de Kat (1879-1950); trouwde in 1907 met Egbertus Gerrit Gaarlandt (1880-1938), burgemeester van Gouda
        - Mr. Hans Gaarlandt (1915-1974), algemeen adviseur van de Kamer van Koophandel en Fabrieken voor Rotterdam, commissaris Goudsche Machinefabirek
          - Jan Geurt Gaarlandt (1946), publiceerde onder de naam Otto de Kat

    - Cornelis Gerardus de Kat, heer van Bleiswijk (1842-1905), lid firma Otto de Kat en Zn., kassiers en commissionairs in effecten
      - Otto Boudewijn de Kat, heer van Bleiswijk (1875-1922), lid firma Otto de Kat en Zn.
        - prof. Otto Boudewijn de Kat (1907-1995), kunstschilder, hoogleraar Rijksakademie van beeldende kunsten

      - Abraham de Kat (1876-1933), luitenant-kolonel artillerie, commandant korps pontonniers en torpedisten
      - Johanna Huberta de Kat (1878-1953); trouwde in 1899 met mr. Jan Wackie Eijsten (1869-1931), luitenant-kolonel artillerie, publicist, naamswijziging Eisten in Wackie Eijsten bij KB van 12 december 1917

  - Cornelis Petrus de Kat (1819-1866), lid firma De Kat en Van der Linden, kassiers en commissionairs in effecten
    - Herman Pieter de Kat, heer van Hardinxveld (1847-1904), mede-oprichter en lid firma De Kat en Van Wageningen, commissionairs in effecten te Dordrecht, eigenaar Mij. tot Exploitatie der Stoombierbrouwerijen De Sleutel en De Ster
      - Cornelis Petrus de Kat, heer van Hardinxveld (1875-1956), anjerkweker
        - Herman Pieter de Kat, heer van Hardinxveld (1909)

    - Maximiliaan Willem de Kat (1849-1897), burgemeester van Mijnsheerenland en van Hillegom, lid provinciale staten van Zuid-Holland
    - Maria de Kat (1859-1913); trouwde in 1883 met Henri Frederik Daniel Braams (1851-1914), generaal-majoor

Geslachten die opgenomen zijn in het sinds 1910 verschijnende genealogische naslagwerk Nederland's Patriciaat. Lijst volgens opgave van het CBG Centrum voor familiegeschiedenis.
A · B · C · D · E · F · G · H · I · J · K · L · M · N · O · P · Q · R · S · T · U · V · W · Y · Z